# María Pérez García
María Pérez García (ur. 29 kwietnia 1996 w Orce) – hiszpańska lekkoatletka specjalizująca się w chodzie sportowym.
W 2016 wywalczyła srebro na dystansie 10 000 m w mistrzostwach ibero-amerykańskich w Rio de Janeiro. W 2018 została złotą medalistką mistrzostw Europy w Berlinie na dystansie 20 km. Czasem 1:26:36 ustanowiła rekord mistrzostw Europy. W 2023 w mistrzostwach świata w Budapeszcie została mistrzynią w chodzie na 20 km i 35 km. W 2024 w Igrzyskach Olimpijskich została wicemistrzynią w chodzie na 20 km oraz mistrzynią w sztafecie mieszanej na dystansie maratonu.

## Rekordy życiowe
- chód na 3000 m – 12:00,87 (2018) rekord Hiszpanii
- chód na 5000 m – 20:28,17 (2022) rekord Hiszpanii
- chód na 20 km – 1:25:30 (2023) rekord Hiszpanii
- chód na 35 km – 2:37:15 (2023) rekord świata